# 山東省列車衝突事故
座標: 北緯36度41分35秒 東経117度46分53秒 / 北緯36.69306度 東経117.78139度
山東省列車衝突事故（さんとうしょうれっしゃしょうとつじこ）とは、2008年4月28日中華人民共和国山東省淄博市の膠済線王村駅付近で起きた列車衝突事故。北京発四方（青島）行きの列車が脱線したところに、煙台発徐州行きの列車が正面衝突、72名が死亡、400名以上が負傷した。

## 経過
2008年4月28日午前4時38分（CST、以下同じ）、北京発四方行きT195列車（17両編成）が、済南鉄路局管内の膠済線王村駅付近の下り線（青島方向）で9号車から17号車が脱線、上り線を塞いだ。
同日午前4時41分、上り（済南方向）煙台発徐州行き5034列車（19両編成）が同地点に進入、T195列車の15号車から17号車に衝突した。5034列車の機関車（DF11）と1号車から5号車も脱線した。

## 結果
この事故により、72名が死亡、重傷者70名を含む416名が負傷した。負傷者の中にはフランス国籍の旅客4名もいた。この事故により山東省の東西を結ぶ膠済線が上下線とも不通になり済南駅、青島駅に乗客が滞留することとなった。
淄博市は34箇所の救急拠点、130台の救急車、700人の医療関係者で対応した。
膠済線が運行を再開したのは、事故からまだほぼ1日しか経っていない2008年4月29日午前2時16分のことであった。
この事故により、済南鉄路局局長陳功、同局委員会書記柴鉄民、同局常務委員会副局長郭吉光が免職となったが、鉄道部の高級幹部には引責辞任した者や免職になった者はいなかった。

## 措置
事故後、中国共産党総書記胡錦濤、国務院総理温家宝は直ちに副総理張徳江を現地に派遣した。鉄道部部長劉志軍（鉄道大臣に相当）、山東省委員会書記姜異康、山東省長姜大明も現地に赴いた。

## 事故原因
安監総局局長王君を会長とした事故調査会（4・28膠済鉄路特別重大事故調査組）の初期結論によると、事故原因はT195列車の速度超過にあるとした。
事故発生地点は、膠済高速鉄道線建設によりルート変更された暫定路線上の急カーブの地点であった。このカーブは80km/hの速度制限がかかっていたが、T195列車は131km/hで通過したとされる。そのため、カーブ通過時に遠心力が発生し、9号車から17号車が脱線し、上り線を塞いだ。その時、現場に差し掛かっていた5034列車は、停車することができず、機関車と1号車から5号車も脱線転覆した。
また、機関車運行時には、各地点での速度制限のデータが入力されたICカードが必要とされ、そのデータに基づいて自動的に減速指令が出る仕組みである。済南鉄路局は4月23日の通達で当該地点の速度制限を80km/hとしていたが、4月26日にこの指示を取り消した。各管理局もICカード内のデータもこの指示に基づいて更新されており、当該地点の速度制限は解除されていた。ところが、4月28日午前4時2分、再度当該地点の速度制限を80km/hとすると指示を出したが、T195列車には指示が無かった。

## 列車の編成

### T195列車
T195列車は、済南鉄路局済南車両区に所属する「帆船の都・青島」と名づけられた北京オリンピック宣伝列車の1つであり、「海の情」と呼ばれていた。
T195列車は北京駅を午後10時50分に出発し、終点四方駅には翌日午前7時24分到着予定であった。淄博駅到着予定時間は午前4時19分であり、少なくとも20分程度遅延していた。
T195列車は、事故時北京鉄路局北京機関区所属のSS9G182号機が牽引、25K型客車17両編成で、編成は以下の通り
| 号車     | 1             | 2－6      | 7         | 8         | 9         | 10－16    | 17        |
| 編成     | KD 空調電源車 | YZ 硬座車 | CA 食堂車 | RW 軟臥車 | RW 軟臥車 | YW 硬臥車 | XL 荷物車 |
| 事故情况 | 脱線せず      | 脱線せず  | 脱線せず  | 脱線せず  | 脱線      | 脱線      | 脱線      |

### 5034列車
5034列車は普通列車で、上海鉄路局合肥車両区に所属する。煙台駅を午後9時50分に出発し、終点徐州駅には翌日午前9時48分到着予定であった。淄博駅到着予定時間は午前3時52分であり、10分から15分程度遅延していた。
事故時には済南鉄路局済南機関区のDF11400号機が牽引、車両は22B型客車と25B型客車の混結19両編成であった。